# Географічний атлас

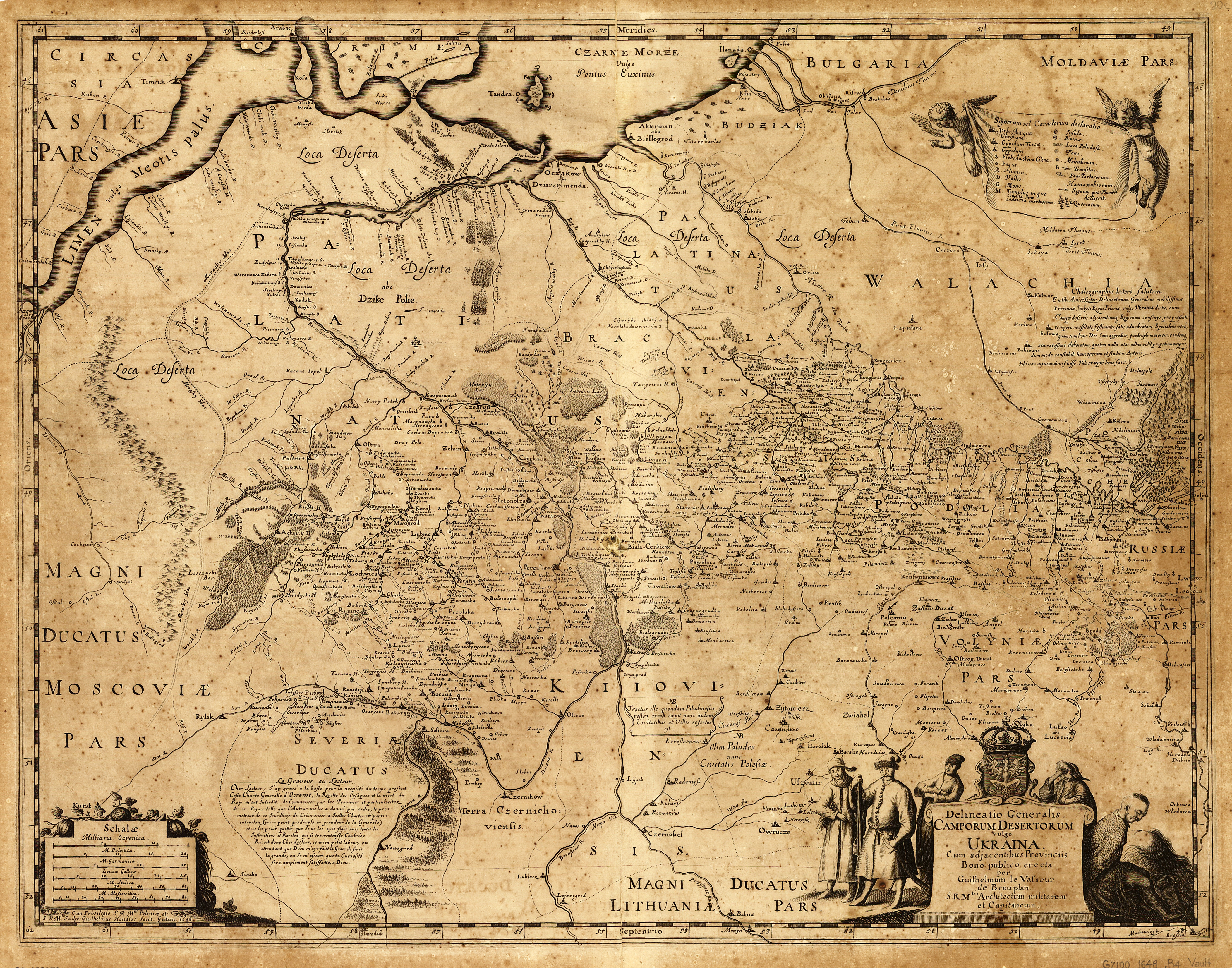
Генеральна карта України Боплана, 1648

А́тлас географі́чний — систематизований збірник географічних карт з одноманітним зовнішнім оформленням і змістом, підпорядкованим меті його складання.

## Генеза
Першим географічним атласом вважають додаток з 27 геогр. карт до твору К. Птолемея «Посібник з географії» (2 століття). Довгий час цей збірник карт та йому подібні називали «Птолемеями».
В епоху Відродження був виданий збірник географічних карт картографа Г. Меркатора (1595), символічно названий ім'ям міфічного велетня Атласа, зображенням якого була оздоблена обкладинка. З цього часу назва «атлас» стає загальною для всіх збірників географічних карт.
Перший збірник карт України склав і видав у 1648—60 французький інженер Ґ. Боплан франц. мовою. Першим російським географічним атласом вважають збірник карт С. Ремезова «Чертежная книга Сибири» (Тобольськ, 1701).

## Види атласів
Атласи географічні бувають:
- за призначенням — довідкові, навчальні, виробничі;
- за охопленою територією — атласи світу, окремих країн, областей;
- за змістом — загальногеографічні, комплексні, спеціальні (геологічні, кліматичні тощо).

## Атласи XVI століття
- Theatrum Orbis Terrarum

## Атласи XVII століття
- 1648 — атлас «Europe» Ніколи Сансона
- Космографія Блау
- 1692 — «Atlas novus ad serenissime Burgundiæ ducis. Atlas françois à l'usage de monseigneur le duc de Bourgogne contenant les cartes, et des empires, monarchies, royaumes, et états du monde» («Новий Атлас герцога Бургундії. Французький Атлас для використання монсеньєра герцога Бургундії, що містить мапи імперій, монархій, королівств та держав світу») Ніколи Сансона
- Le Neptune François

## Атласи XVIIІ століття
- 1751 та 1764 — Морський атлас (Atlas Maritime) та Малий морський атлас (Petit Atlas Maritime. Recueil de cartes et plans des quatre parties du monde, etc) Жака-Ніколи Белліна

## Атласи XIX століття
- «Докладний атлас Російської імперії» («Подробный атлас Российской империи») — 22 мапи. 1860. Автор — Зуєв Микита Іванович.
- «Атлас народонаселення Західно-Російського краю за віросповіданнями» («Атлас народонаселения Западно-Русского края по исповеданиям») 1864. Автор — Ріттіх Олександр Федорович.

## Атласи XX століття
- «Методичний атлас» Сідов-Вагнеда, 1932,
- «Всесвітній атлас» Відаль-Лаблоша, Париж, 1933
- «Атлас Філіппа і Дербі», Лондон, 1937
- «Великий радянський атлас світу» («Большой советский атлас мира»), (т. 1—2), Москва, 1937—39
- «Морський атлас» («Морской атлас»), (т. 1—2), Москва, 1950—53
- «Атлас світу» («Атлас мира»), Москва, 1954